# Bahnstrecke Kunčice nad Labem–Vrchlabí
| |                      |                                   |                                 |
| Kursbuchstrecke (SŽ): | 044                  |                                   |                                 |
| Streckenlänge: | 4,479 km             |                                   |                                 |
| Spurweite: | 1435 mm (Normalspur) |                                   |                                 |
| Streckenklasse: | C3                   |                                   |                                 |
| Maximale Neigung: | 15 ‰                 |                                   |                                 |
| Streckengeschwindigkeit: | 50 km/h              |                                   |                                 |
| |                      |                                   |                                 |
| \| \| \| von Trutnov-Poříčí (vorm. ÖNWB) \| \| \| \| 0,000 \| Kunčice nad Labem früher Pelsdorf \| 415 m \| \| \| \| nach Velký Osek (vorm. ÖNWB) \| \| \| \| 2,261 \| Podhůří früher Harta \| 435 m \| \| \| 4,479 \| Vrchlabí früher Hohenelbe \| 465 m \| \| \| 4,735 \| (Streckenende) \| (Streckenende) \| \| \| \| \| \| \| Quellen: [1][2][3] \| \| \| \| |                      |                                   |                                 |
| Strecke |                      | von Trutnov-Poříčí (vorm. ÖNWB)   | von Trutnov-Poříčí (vorm. ÖNWB) |
| Bahnhof | 0,000                | Kunčice nad Labem früher Pelsdorf | 415 m                           |
| Abzweig geradeaus und nach links |                      | nach Velký Osek (vorm. ÖNWB)      | nach Velký Osek (vorm. ÖNWB)    |
| Haltepunkt / Haltestelle | 2,261                | Podhůří früher Harta              | 435 m                           |
| Bahnhof | 4,479                | Vrchlabí früher Hohenelbe         | 465 m                           |
| | 4,735                | (Streckenende)                    | (Streckenende)                  |
| |                      |                                   |                                 |
| Quellen: |                      |                                   |                                 |

Die Bahnstrecke Kunčice nad Labem–Vrchlabí ist eine Eisenbahnverbindung in Tschechien, die ursprünglich von der k.k. priv. Österreichischen Nordwestbahn (ÖNWB) erbaut und betrieben wurde. Sie zweigt in Kunčice nad Labem (Pelsdorf) aus der Bahnstrecke Velký Osek–Trutnov ab und führt im Elbtal nach Vrchlabí (Hohenelbe) im Riesengebirge.
Nach einem Erlass der tschechischen Regierung ist die Strecke seit dem 20. Dezember 1995 als regionale Bahn („regionální dráha“) klassifiziert.

## Geschichte
Eröffnet wurde die Strecke am 1. Oktober 1871.
Nach der Verstaatlichung der StEG ging die Strecke am 1. Januar 1908 an die k.k. österreichischen Staatsbahnen kkStB über. Nach dem Ersten Weltkrieg traten an deren Stelle die neu gegründeten Tschechoslowakischen Staatsbahnen ČSD.

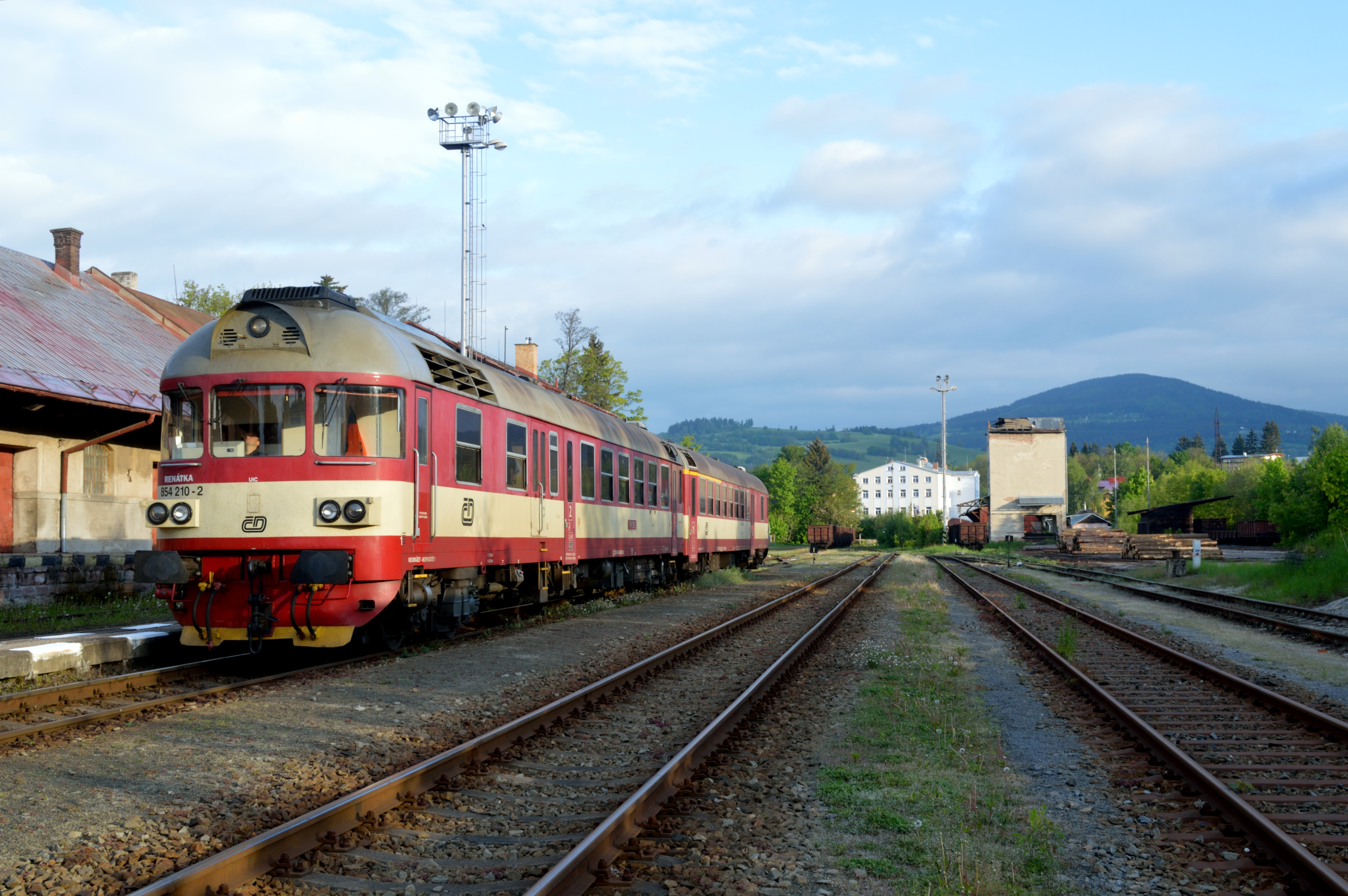
Bahnhof Vrchlabí (2014)

Nach der Angliederung des Sudetenlandes an Deutschland im Herbst 1938 kam die Strecke zur Deutschen Reichsbahn, Reichsbahndirektion Breslau. Im Reichskursbuch war die Verbindung nun als KBS 155f Ruhbank und Merzdorf (Rsgb)–Landeshut–Königshan(–Schatzlar)–Trautenau(–Freiheit-Johannisbad)–Pelsdorf(–Märzdorf [Böhmen])–Hohenelbe enthalten. Nach dem Ende des Zweiten Weltkriegs kam die Strecke wieder zur ČSD.
Am 1. Januar 1993 ging die Strecke infolge der Auflösung der Tschechoslowakei an die neu gegründete tschechische Staatsbahngesellschaft České dráhy (ČD) über. Seit 2003 gehört sie zum Netz des staatlichen Infrastrukturbetreibers Správa železniční dopravní cesty (SŽDC).
Der Fahrplan 2008 sah werktäglich 29 Reisezugpaare vor, welche jeweils im Anschluss an die Züge der Strecke Stará Paka–Trutnov verkehrten. Einige der Züge wurden auch bis Trutnov durchgebunden. Eingesetzt werden dafür ausschließlich die bewährten zweiachsigen Triebwagen der ČD-Baureihe 810.